# 差餉物業估價署
差餉物業估價署（英語：Rating and Valuation Department，簡稱：差餉署或差估署，縮寫：RVD）是香港財經事務及庫務局轄下的部門，專責房產物業的差餉及地租估價。

## 歷史沿革
1845年5月，英屬香港政府通過《差餉條例》，向警隊支付稱為「差餉」的糧餉稅項。同月根據第2號條例，由隸屬庫務司的估價官（後於1847年改稱為「評估官」）負責估價工作。庫務司估價官後來於1856年開始徵收街燈餉項，1860年10月起收取食水餉項，1875年4月徵收消防餉項。及至1888年，政府通過《差餉條例》，將前述各個餉項合而為一，不過各個香港地區的差餉徵收率仍然因應各區所設的公共服務範疇不同而存在差異。1901年沿用當時新通過的《差餉條例》，至1973年才作出修訂。由於1921年5月政府頒布《印花條例》，庫務司估價官於是對轉讓房地產行為徵收相當於成交價1個百分比的印花稅。而香港立法局亦於1931年通過決議，統一差餉徵收率為百分之17，其中獲政府輸水管供應未經過濾淡水的物業單位的徵收稅率則定為百分之16，沒有獲此安排的物業單位的則設為百分之15。
隨著1938年財政司取代庫務司掌管財政，政府即重組架構，設立估價官署（1938年至1939年的辦公地址位於舊郵政總局大樓，1939年遷址皇后大道中13-15號公主行（Marina House）地下，1940年11月2日再遷往畢打行）。有關改組情況維持至1949年1月為止。在1945年香港重光之後，政府把差餉辦事處設置於舊太子大廈，即太子行。1946年8月在皇室行重新設立估價官署，同年10月安排由估價官署接手處理牽涉印花稅的物業估價和交易審查工作。1947年5月起按《稅務條例》規定徵收物業稅和薪俸稅。不久政府於1947年7月31日將估價官署易名為差餉物業估價署，並正式設立署長主理該署職務。1948年4月首次推行新估價冊，9月再修訂《印花稅條例》，對新轉易業權的物業收取百分之3的額外印花稅，藉此取代原先按物業價格升值後產生差價而徵收的百之分10稅收。同時從價稅由百分之1增加至百分之2。
1950年，署方修訂《差餉條例》（以《1950年第9號條例》取代《1901年第6號條例》），除了豁免某部分慈善與福利機構繳納差餉，也對逾期繳交差餉者徵收百分之5的附加費。1953年5月把辦公室遷回舊郵政總局大樓。其後政府於1954年8月計劃推行《1954年第30號條例》，決定劃一新界與市區的差餉制度，又撤銷多項舊有的豁免項目，1956年落實執行；同年6月1日改以新生效的《建築物條例》所賦予的權力，編配市區樓宇門牌號數（1956年6月之前由《差餉條例》賦予權力）。但是當時新界區樓宇編配門牌號數的相關工作依然交由各區理民府負責，一直維持至1990年。差餉物業估價署之後於1957年遷址德輔道中64號萬宜大廈，1962年施行新的物業稅措施，既不劃一收取物業稅，戰前物業可以享有特別優惠，又豁免住宅自住業主繳交物業稅。另一方面規定業主遵從《租賃（終止租賃通知書）條例》，必須對租客給予6個月的終止租約通知。
1963年4月，差餉物業估價署遷到中環花園道1號美利樓辦工，亦修訂《租約（延長期限）條例》，不容許業主就租約收取建築費後，於租約生效起計五年內向租客發出有效的遷出通知書。1968年修訂《業主與租客條例》，讓業主在必須賠償的前提下能夠要求租客遷出單位。1969年新實施的《印花稅（修訂）條例》則撤銷對新轉易業權的物業徵收百分之3的額外印花稅。1970年1月因應政府推行《租住權保障（住宅樓宇）條例》，住宅樓宇租金獲凍結。大部分類別戰後住宅樓宇的租客受《加租（住宅樓宇）管制條例》保障，免受任意加租影響，從而失去租住權。至1971年4月，差餉物業估價署遷到金鐘道樂禮大廈。1973年推出新《差餉條例》，包括將差餉徵收率由百分之17調低至百分之15、空置單位只獲退還一半差餉、部分差餉收入撥歸市政局以及初次引入「差餉估價冊內劃一估價水平」的條文。1974年不再向空置住宅單位退還差餉。1975年修訂《差餉條例》，豁免新界的農舍和村屋繳納差餉。另外業主能於包差餉租金出租戰前樓宇時，將增收的差餉轉移至租金。1976年引入物業稅登記冊，按照應評稅值釐定物業稅。
於1970年代之前，並非香港所有地區皆需繳交差餉。到了1978年3月署方才將徵收差餉的範圍擴展至新界的已發展及發展中地區。1981年10月，署方把所有辦公室遷至軒尼詩道500號興利中心。1983年7月1日，港督尤德爵士將該日設定為所有指定地區內物業單位於全面重估應課差餉租值時所依據的日期。及後於1991年，全香港各區的差餉徵收率一律定為百分之5.5；同年12月為遏抑炒賣物業，署方提交《印花稅（修訂）條例草案》予立法局審議，建議住宅物業買賣協議須繳付印花稅。2000年2月20日估價署總部和各分區辦事處遷往長沙灣政府合署。

## 職務
差餉物業估價署的主要職務，包括根據香港法例第116章《差餉條例》及515章《地租（評估及徵收）條例》評估及徵收差餉和地租， 管理有關帳目及發單，向政府決策局及部門提供房產物業估價服務，編製物業市場統計數字，亦就住宅物業的租務事宜向市民提供諮詢及調解服務。估價署設有熱線電話2152 2152，為市民提供差餉及地租的查詢事宜。

## 次數紀錄
自1947年起截至2018年，差餉物業估價署曾於多個4月1日頒佈新估價冊，生效年份分別為1948年、1949年、1950年、1952年、1955年、1957年、1958年、1960年、1961年（九龍及新九龍區）、1962年（港島及新界區）、1965年、1967年、1969年、1973年、1977年、1988年、1990年、1991年、1994年、1997年、1999年、2000年、2001年、2002年、2003年，2005年起逐年頒佈。幾次重要差餉修訂包括1845年開始支付警隊糧餉、1888年將各餉項合而為一和1901年至1973年沿用當時條例。印花條例方面，從1921年條例頒佈至2018年為止，差餉物業估價署在1946年、1948年、1969年、1991年以及2018年就其進行修訂。其餘之《稅務條例》與《業主與租客條例》的修訂年份各自為1983年，1949年、1953年、1968年、1973年、1981年以及2004年。

## 歷任署長
差餉物業估價署於1947年改組前分別由差役及街燈餉項估價官、差餉估價官、庫務司、市區差餉評估官以及差餉評估官出任署長崗位。
1947年以來歷任署長（Commissioner of Rating and Valuation）以下：
| 中文姓名 | 英文姓名                         | 任期                 | 備註              |
|          | Julius RING                      | 1947年7月—1951年4月  | [ 2 ]             |
| 成嘉士   | Frederick SHANKS                 | 1951年4月—1967年4月  | [ 1 ] [ 2 ]       |
| 谷基     | Norman COOKE                     | 1967年4月—1971年9月  | [ 2 ] [ 3 ]       |
| 范禮     | Raymond Alfred FRY               | 1971年9月—1984年6月  | [ 1 ] [ 2 ] [ 4 ] |
| 彭敬修   | Gordon Penrhyn BLENKINSOP        | 1984年6月—1989年10月 | [ 1 ] [ 2 ] [ 5 ] |
| 胡道輝   | Barry Jonathan Clayton WOODROFFE | 1989年10月—1999年2月 | [ 2 ] [ 6 ]       |
| 彭贊榮   | Kenneth Pang Tsan Wing           | 1999年2月—2006年11月 | [ 6 ]             |
| 老興忠   | Lo Hing-chung                    | 2006年11月—2008年1月 | [ 7 ]             |
| 曾梅芬   | Mimi Brown Tsang Mui Fan         | 2008年1月—2014年5月  | [ 7 ]             |
| 鄧炳光   | Tang Ping Kwong                  | 2014年5月—2019年1月  | [ 8 ]             |
| 蔡立耀   | Choi Lap Yiu                     | 2019年1月—2021年2月  | [ 9 ]             |
| 蕭家賢   | Kevin Siu Ka Yin                 | 2021年2月-           | [ 9 ]             |

## 歷任副署長
- 許文盛
- 彭贊榮
- 老興忠
- 曾梅芬
- 鄧炳光
- 蕭家賢
- 蔡民偉

## 外部連結
- 香港特別行政區政府 差餉物業估價署 （页面存档备份，存于）